# Inazuma Eleven: Victory Road
Inazuma Eleven: Victory Road (イナズマイレブン 英雄たちのヴィクトリーロード?, Inazuma Irebun eiyū-tachi no Vikutorī Rōdo) è il settimo capitolo della saga videoludica Inazuma Eleven, sviluppato da Level 5.
Il gioco nasce da alcun progetti precedenti non conclusi, come Inazuma Eleven Ares e Inazuma Eleven Eiyuu-tachi no Great Road, i quali sono stati cancellati a causa di problemi legati allo sviluppo.
L'uscita del gioco viene annunciata nel 2023. Nel corso dell'anno sono usciti tre trailer che mostrano il gameplay, introducono la storia e i nuovi personaggi e sono presenti anche scene animate dallo studio MAPPA. Viene presentata una demo al Tokyo Game Show del 2023, che è stata pubblicata globalmente il 28 marzo 2024 su Nintendo Switch, e il 18 luglio dello stesso anno su PlayStation 4, PlayStation 5 e Steam. L'uscita del gioco è slittata al 13 novembre 2025 per il panorama internazionale, mentre in madrepatria uscirà il giorno successivo.

## Modalità di gioco
Il nuovo titolo narrerà la storia di Unmei Sasanami (Destin Billows), un ragazzo che ha perso l'amore per il calcio e che tornerà ad amarlo grazie ai suoi nuovi compagni della Nagumohara (South Cirrus) Junior High. Il gameplay varia molto rispetto ai vecchi giochi: si utilizza una barra della "Tensione" al posto dei  "punti tecnica", viene introdotto lo slow motion durante le azioni, si utilizzano "concentrazioni" e "mischie" durante gli scontri invece dei classici "destra" e "sinistra" usati nella saga di GO.
Nel gioco saranno presenti 3 modalità: una storia, una online ed una "Victory Road".